# 貝爾納·帕科
貝爾納·帕科（法語：Bernard Pacaud，法語發音：[bɛʁnaʁ pako]；1947年9月29日—），出生於布列塔尼大區伊勒-維萊訥省雷恩，是一名法國廚師，師承首位獲得米其林指南三顆星評鑑的傳奇女廚師歐仁妮·布拉齊耶（法語：Eugénie Brazier）引導下，自1986年迄今，他一直都保持是米其林指南三顆星評鑑的主廚。

## 生平
貝爾納·帕科出生在不太健全的家庭，先是遇到父親離棄了家庭，母親改嫁的繼父又有酗酒問題，這時候法國的兒童福利（法語：Aide sociale à l'enfance，簡稱：ASE）及時介入安置，雖然到了十二歲時，仍舊被繼養家庭遺棄，不過他沒有放棄自己的人生，到了十四歲的時候，他在里昂的廚房當中，看到自己的未來，在十七歲的那年遇到影響他一生的貴人：傳奇女廚師歐仁妮·布拉齊爾的培訓，使得他全心投入廚師的養成。
後來他到巴黎追尋他的廚藝，他在米其林三星主廚克洛德·佩羅（法語：Claude Peyrot）的Le Vivarois餐廳，繼續習藝並擔任助理廚師，最終在這裡獲得克勞德·佩羅的肯定，讓他成為一名主廚。
1981年時，他在巴黎第五區的比弗爾街，創業開設了自己的餐廳：眾神之食（法語：Ambroisie），次年就拿到米其林指南一顆星評鑑、1983年再拿到二顆星評鑑，最終在1986年取得三顆星的評價迄今。而他後來也在孚日廣場開設了第二家的眾神之食分店。
值得一提的當年前法國總統雅克·希拉克，宴請來訪的美國總統比爾·柯林頓時，就選在眾神之食當作元首國宴，顯得這家餐廳在法國人心中的地位殊榮。

## 影視作品相關
2019 年的日劇天才主廚餐廳（Grand Maison 東京）第一集，女主角鈴木京香在劇中面試的餐廳，便是在眾神之食拍攝。

## 受獎
- 米其林指南[5]
- 戈和米約[6]

## 相關連結
- 眾神之食官方網站 （页面存档备份，存于）